# Молунат
Молунат (на хърватски: Molunat) е село и същевременно най-южното населено място на Хърватия, което се намира на брега на адриатическо море в Далмация. Населението му според преброяването през 2011 г. е 212 души. При преброяването на населението през 1991 г. има 199 жители, от тях 195 (97,98 %) хървати, 2 (1,00 %) сърби, 1 (0,50 %) германец и 1 (0,50 %) неизвестен.

## География
Селото се намира в историческата част на Далмация на 38 км от Дубровник. Заедно с Цавтат, Молунат е единственото друго населено място на крайбрежието в историческата област Конавле. Селото се намира на място, където полуостров се издава под формата на чук в морето. Но брега му има две пристанища.
На югоизток от селото се намира полуостров Превлака – най-южната точка на Хърватия.

## Население
Численост на населението според преброяванията през годините:
- 1890 – 38 души
- 1900 – 43 души
- 1910 – 52 души
- 1948 – 109 души
- 1953 – 104 души
- 1961 – 87 души
- 1971 – 103 души
- 1981 – 149 души
- 1991 – 199 души
- 2001 – 217 души
- 2011 – 212 души

## Фотогалерия
- Изглед към главната улица през 2008 г.
- Изглед от далече към селото и Адриатическо море през 2006 г.
- Църквата „Свети Никола“ през 2011 г.
- Изглед към заливът Молуната през 2011 г.
- Изглед към заливът Молуната през 2008 г.
- Изглед към главната улица през 2011 г.
- Малък хотел в селото, 2011 г.